# Thomas Clissold
Thomas C Clissold RN, fue el cocinero de la Expedición Antártica Británica de 1910-1913.
Clissold se incorporó a la Expedición Terra Nova luego de prestar servicio en el buque HMS Harrier. No formó parte del grupo que intentó alcanzar el polo sur, sin embargo fue uno de los cuatro hombres que llevaron provisiones al depósito de una tonelada en diciembre de 1911 y enero de 1912. En el verano de 1911-12 sufrió golpes de consideración al caer desde un iceberg, mientras posaba para Herbert Ponting el fotógrafo de la expedición, y por lo tanto al año siguiente fue reemplazado por Walter Archer.
Luego de regresar de la Antártida y servir durante la Primera Guerra Mundial, Clissold emigró a Nueva Zelanda donde trabajó como inspector de vehículos en Napier.